# Nonea edgeworthii
Nonea edgeworthii är en strävbladig växtart som beskrevs av A. Dc. Nonea edgeworthii ingår i släktet nonneor, och familjen strävbladiga växter. Inga underarter finns listade i Catalogue of Life.